# Vanga simitarra
La vanga simitarra (Falculea palliata) és un ocell de la família dels vàngids (Vangidae) i única espècie del gènere Falculea I. Geoffroy Saint-Hilaire, 1836.

## Hàbitat i distribució
Habita boscos, sabana i manglars de les terres baixes de l'oest, nord i sud de Madagascar.